# Tragopogon bjelorussicus
Tragopogon bjelorussicus (козельці білоруські1) — вид рослин з родини айстрових (Asteraceae), поширений у Білорусі, Литві, Україні.